# Fekete viharfecske
A fekete viharfecske (Oceanodroma melania) a madarak (Aves) osztályának viharmadár-alakúak (Procellariiformes) rendjébe, ezen belül a viharfecskefélék (Hydrobatidae) családjába tartozó faj.

## Előfordulása
A fekete viharfecske előfordulási területe a Csendes-óceánnak az a része, mely Kalifornia közelében van.

## Megjelenése
A fej-testhossza 23 centiméter, míg a szárnyfesztávolsága 46–51 centiméter. A fekete színű Oceanodroma-fajok közül az egyik legnagyobbik és leggyakoribb. A szárnyak fedőtollai világosak. Röpte lassú. A fajon belül nincs nemi kétalakúság. Gyakran az üregből hallható a hangja.

## Életmódja
A tápláléka apró halakból és planktonból, főleg ráklárvákból tevődik össze.

## Szaporodása
Fészkét földalatti üregekbe készíti. A fészekalj egy darab fehér tojásból áll. A tojáson, 50 napon keresztül mindkét szülő kotlik. A fióka 10 hetesen válik röpképessé.